# Nina Brunner (Beachvolleyballspielerin)
Nina Brunner (geb. Betschart; * 14. Oktober 1995 in Steinhausen ZG) ist eine Schweizer Volleyball- und Beachvolleyballspielerin.

## Karriere
Betschart begann ihre Karriere in der Halle zusammen mit ihrer Freundin Nicole Eiholzer beim VBC Steinhausen. Mit dem Verein schaffte sie den Aufstieg in die Nationalliga B. Später bildeten Betschart/Eiholzer ein Beachvolleyball-Duo. In den Jahren 2008 bis 2012 gewannen sie die Schweizer Nachwuchsmeisterschaften in den Kategorien U15, U18 und U21. 2011 wurden sie Fünfte der Jugend-WM in Umag und erreichten bei der U18-Europameisterschaft in Vilnius den Final. Mit Joana Heidrich wurde Betschart anschliessend im kanadischen Halifax U21-Weltmeisterin. Im folgenden Jahr wurden Betschart/Eiholzer Dritte der U18-EM in Brünn. Bei der Jugend-WM in Larnaka und der U20-EM in Hartberg kamen sie jeweils auf den fünften Rang. Zusammen mit Anouk Vergé-Dépré wurde Betschart im kanadischen Halifax erneut U21-Weltmeisterin. 2013 gewannen Betschart/Eiholzer ein Turnier der Schweizer Tour in Locarno. Die Weltmeisterschaften der U21 in Umag und der U19 in Porto beendeten sie wieder auf dem fünften Platz. In Vilnius gewannen sie die U20-Europameisterschaft. Anschliessend wurde Betschart mit Anouk Vergé-Dépré in Warna auch U22-Europameisterin. 2014 konnten Betschart/Eiholzer in Cesenatico ihren U20-Europameistertitel erfolgreich verteidigen. 2015 gewannen sie die Goldmedaille bei den Europaspielen in Baku und wurden anschliessend im portugiesischen Macedo de Cavaleiros U22-Europameisterinnen. Seit 2016 spielte Betschart an der Seite von Tanja Hüberli. Betschart/Hüberli gewannen 2016 das CEV-Satellite-Turnier in Baden und wurden Dritte beim FIVB-Major-Turnier in Klagenfurt. 2017 belegten sie beim FIVB-5-Sterne-Turnier in Poreč Platz drei.
Höhepunkte der Jahre 2018 und 2019 waren für die beiden Schweizerinnen der Gewinn ihrer beiden ersten gemeinsamen Schweizer Meisterschaften sowie die Vizeeuropameisterschaft 2018 in den Niederlanden und der vierte Platz bei der Weltmeisterschaft 2019 in Hamburg.
Im Jahr 2021 nahmen Nina Betschart und Tanja Hüberli an den Olympischen Spielen in Tokio teil und schieden gegen ihre Landsfrauen Joana Heidrich und Anouk Vergé-Dépré im Achtelfinal aus. Anschliessend wurden sie in Wien Europameisterinnen und in Bern zum dritten Mal Schweizer Meisterinnen. Seit ihrer Heirat Ende 2021 tritt Betschart unter dem Namen Nina Brunner an.
Auf der World Beach Pro Tour 2022 erreichten Hüberli und Brunner dritte Plätze bei den Turnieren in Doha (Challenge) und Ostrava (Elite16). Bei der Weltmeisterschaft in Rom schieden sie im Achtelfinal gegen Kolinske/Hughes aus und landeten somit auf dem neunten Platz. Im August wurden sie Zweite beim Elite16-Turnier in Hamburg, und auch die Europameisterschaft in München beendeten sie auf dem zweiten Platz. Anschliessend wurden sie in Bern zum vierten Mal Schweizer Meisterinnen. Beim World Pro Tour Final in Doha belegten sie den fünften Platz.
Auf der World Beach Pro Tour 2023 erreichten Hüberli/Brunner beim Elite16-Turnier in Doha Platz zwei. Bei der Europameisterschaft 2023 in Wien gewannen sie im Endspiel gegen die Spanierinnen Daniela Álvarez und Tania Moreno. Anschliessend wurden sie in Bern zum fünften Mal Schweizer Meisterinnen. Bei der Weltmeisterschaft 2023 in Tlaxcala erreichten sie Platz fünf. Der grösste Erfolg ihrer bisherigen Karriere bei der FIVB-Beachserie gelang den Schweizerinnen am 21. April 2024, als sie beim Elite16 in Tepic im Final die Niederländerinnen Raïsa Schoon / Katja Stam in drei Sätzen besiegen konnten. Bis zu diesem Zeitpunkt hatten die Sportlerinnen aus der Alpenrepublik noch nie ein Turnier der World Tour gewinnen können und schon gar nicht einen derart hochklassigen Event ausserhalb von europäischen Wettbewerben. Ihr zweites Elite16-Endspiel des Jahres erreichten sie in Espinho, als sie in der Vorschlussrunde Álvarez/Moreno das Nachsehen gaben. Im Anschluss daran verloren sie trotz gewonnenem ersten Satz und mehreren Matchbällen im zweiten Durchgang gegen die US-Amerikanerinnen Kristen Nuss und Taryn Kloth. Bei den Olympischen Spielen gaben sie bis einschließlich ersten Durchgang im Halbfinale keinen einzigen Satz ab. Sie besiegten unter anderem in der Vorrunde die Deutschen Ludwig / Lippmann und im Viertelfinale die Weltranglistendritten Hughes / Cheng. Nach der Dreisatz–Niederlage in der Vorschlussrunde gegen Melissa / Brandie sicherten sie sich Bronze durch ein 2:0 gegen die Australierinnen Mariafe / Clancy. Nachdem sie die folgende Europameisterschaft in den Niederlanden ausgelassen hatten, siegten Hüberli/Brunner beim nachfolgenden Elite16-Turnier in Hamburg im Endspiel knapp gegen das deutsche Duo Cinja Tillmann und Svenja Müller. Anschliessend wurden sie in Bern zum sechsten Mal Schweizer Meisterinnen. Im Oktober 2024 trennten sich die beiden Schweizerinnen. Brunner gab bekannt, eine Pause vom Spitzensport einzulegen und sich eine Rückkehr danach vorstellen zu können.

## Privates
Nina Betschart ist seit November 2021 mit dem Eishockeyspieler Damien Brunner verheiratet.
Anfang Juni 2025 wurde ihr erstes Kind, eine Tochter, geboren.